# Rybiny Leśne
Rybiny Leśne – osada w Polsce położona w województwie kujawsko-pomorskim, w powiecie radziejowskim, w gminie Topólka.
W latach 1975–1998 miejscowość administracyjnie należała do województwa włocławskiego.